# 김선태 (1960년)
김선태(1960년~ )는 대한민국의 시인이다. 전남 강진에서 출생하여 2023년 현재 목포에서 41년째 뿌리를 내리고 살고 있다. 남도의 정신과 정서를 일관되게 육화해온 그의 시는 김영랑·송수권 시인의 대를 이은 남도 문학의 정수라 평가받고 있다. 계간 《시와사람》편집주간을 역임했으며, 광주여대 문예영상학과 교수(2002∼2003)를 거쳐 목포대학교 국문학과 교수(2004∼2023 현재)로 재직 중이다.

## 약력
1993년 광주일보 신춘문예에 당선되었고, 1996년 월간 《현대문학》에 시 <눈물에 대하여>외 4편과 문학평론 <비애와 무상의 시학>이 추천되어 등단했다. 중학교 3학년 국어교과서(미래엔), 고등학교 1학년 국어교과서(천재교육), 고등학교 문학교과서(비상)에 시 3편이 수록되었다.
광화문 글판 2023년 봄편에 시 <단짝>이 선정되기도 했다. 

## 수상
애지문학상(2007),  전라남도문화상(2011), 시작문학상(2017))
, 송수권시문학상(2018) 영랑시문학상 (2023)

## 저서

### 시집
- 《간이역》(문학세계사, 1997)
- 《작은 엽서 시디롬시집》(한국문연, 1998)
- 《동백숲에 길을 묻다》(세계사, 2003)
- 《살구꽃이 돌아왔다》(창비, 2009)
- 《그늘의 깊이》(문학동네, 2014)
- 《한 사람이 다녀갔다》(천년의시작, 2017)
- 《햇살 택배》(문학수첩, 2018)
- 《짧다》(천년의시작, 2022)

### 시집 외
- 《김현구 시연구》(국학자료원, 1997)
- 《풍경과 성찰의 언어》(작가, 2005)
- 《강진문화기행》(작가, 2006)
- 《김현구 시 전집》(태학사, 2005)
- 《진정성의 시학》(태학사, 2012)
- 《최하림 다시 읽기(공저)》(문학과지성사, 2021)